# انقلاب 14 تموز 1958
انقلاب 14 تموز أو ثورة 14 تموز هي الحركة التي أطاحت بالمملكة العراقية الهاشمية التي أسسها الملك فيصل الأول تحت الرعاية البريطانية، وقتل على إثرها جميع أفراد العائلة المالكة العراقية وعلى رأسهم الملك فيصل الثاني وولي العهد عبد الإله ورئيس الوزراء نوري سعيد. قامت الحركة  بقيادة عبد الكريم قاسم وعبد السلام عارف ومحمد نجيب وباقي تشكيلة الضباط الأحرار وتأسست على إثرها الجمهورية العراقية التي أنهت الاتحاد العربي الهاشمي بين العراق والأردن الذي تأسس قبل ستة أشهر فقط وأنهت أيضًا فترة الحكم الملكي التي دامت 37 سنة.
كانت المملكة العراقية معقلاً للقومية العربية منذ الحرب العالمية الثانية. تصاعدت الاضطرابات وسط ضائقة اقتصادية واستنكار واسع النطاق للنفوذ الغربي، والذي تفاقم بسبب تشكيل حلف بغداد في عام 1955، فضلاً عن دعم الملك فيصل للغزو الذي قادته بريطانيا لمصر خلال أزمة السويس. ولم تكن سياسات رئيس الوزراء نوري السعيد تحظى بشعبية كبيرة، خاصة داخل الجيش. وبدأت جماعات المعارضة في تنظيم نفسها سراً، على غرار حركة الضباط الأحرار المصرية التي أطاحت بالنظام الملكي المصري في عام 1952. وتعززت المشاعر القومية في العراق بعد إنشاء الجمهورية العربية المتحدة في فبراير 1958 تحت قيادة جمال عبد الناصر الذي كان من أشد المؤيدين للقضايا المناهضة للإمبريالية.
في يوليو 1958، أرسلت وحدات من الجيش الملكي العراقي إلى الأردن لدعم الملك الحسين. استغلت مجموعة من الضباط الأحرار العراقيين بقيادة العميد عبد الكريم قاسم والعقيد عبد السلام عارف الفرصة وساروا بدلاً من ذلك إلى بغداد. وفي 14 يوليو، سيطرت القوات الثورية على العاصمة وأعلنت قيام جمهورية جديدة يرأسها مجلس ثوري. أعدم الملك فيصل وولي العهد الأمير عبد الإله في القصر الملكي  وكان هذا بمثابة نهاية السلالة الهاشمية في العراق. حاول رئيس الوزراء السعيد الفرار، لكن قبض عليه وأعدم في اليوم التالي. بعد الانقلاب، تولى عبد الكريم قاسم منصب رئيس الوزراء ووزير الدفاع، في حين عُيّن عبد السلام عارف نائبا لرئيس الوزراء ووزيرا للداخلية. واعتُمد دستور مؤقت في أواخر يوليو. بحلول مارس 1959، انسحبت الحكومة العراقية الجديدة من حلف بغداد وأقامت تحالفًا مع الاتحاد السوفييتي.

## خلفية الأحداث

### الاضطرابات الإقليمية
خلال الحرب العالمية الثانية، كان العراق موطناً لعدد متزايد من القوميين العرب، وكان هدفهم جزئيًا، إزالة النفوذ الإمبراطوري البريطاني في العراق. نشأ هذا الشعور من النظام التعليمي المُسيّس في العراق ومن الطبقة المتوسطة المتعلمة والحازمة بتزايد. لعبت المؤسسات التعليمية دوراً حاسماً في غرس الهوية القومية العربية، حيث كان قادة ومهندسو النظام التعليمي العراقي في العشرينيات والثلاثينيات من القرن الماضي قوميين عربيين متحمسين ساهموا كثيرًا في نشر هذه الأيديولوجية في العراق والعالم العربي. جلب مديرو النظام التعليمي مثل سامي شوكت وفاضل الجمل معلمين من اللاجئين السياسيين من فلسطين وسوريا. فر هؤلاء المنفيون إلى العراق بسبب أدوارهم في الاحتجاجات المناهضة لبريطانيا وفرنسا، وبذلك عززوا الوعي القومي العربي لدى طلابهم العراقيين. أدى الوعي العام المتزايد بالهوية العربية إلى تعزيز المشاعر المناهضة للإمبريالية.
وبالمثل، نمت المشاعر القومية العربية في جميع أنحاء العالم العربي، والتي روج لها الرئيس المصري جمال عبد الناصر، وهو سياسي صاعد ومعارض قوي للإمبريالية. وواجه العراق الهاشمي هذه المشاعر أيضاً. كان نوري السعيد رئيس الوزراء العراقي خلال معظم فترة الثلاثينيات والأربعينيات والخمسينيات من القرن العشرين مهتمًا بمتابعة فكرة اتحاد الدول العربية في الهلال الخصيب، لكنه كان أقل حماسًا بشأن قيام دولة عربية. بذل نوري السعيد جهودا لضم العراق إلى جامعة الدول العربية في عام 1944، معتبراً إياها منتدى لجمع الدول العربية مع ترك الباب مفتوحاً أمام اتحاد فيدرالي محتمل في المستقبل. كرّس ميثاق الجامعة مبدأ الحكم الذاتي لكل دولة عربية وأشار إلى القومية العربية خطابياً فقط.

### المناخ الاقتصادي
شهد الاقتصاد العراقي حالة من الركود ثم الكساد بعد الحرب العالمية الثانية؛ وكان التضخم خارج نطاق السيطرة وانخفض مستوى المعيشة. كان نوري السعيد والوصي القومي العربي عبد الإله في معارضة مستمرة لبعضهما البعض، وفشلا في الاتفاق على سياسة اقتصادية متماسكة، أو تحسين البنية التحتية، أو غيرها من الإصلاحات الداخلية.
وفي عام 1950، أقنع السعيد شركة النفط العراقية بزيادة الضرائب المدفوعة للحكومة العراقية، وتطلع السعيد إلى عائدات النفط المتنامية في المملكة العراقية الهاشمية لتمويل ودفع التنمية. وقرر أن يخصص 70% من عائدات العراق من النفط لتطوير البنية التحتية تحت إشراف مجلس تنمية يضم ثلاثة مستشارين أجانب من أصل ستة أعضاء. أثار هذا الوجود الأجنبي الاستياء الشعبي من سياسة السعيد. وعلى الرغم من المشاعر المعادية للغرب تجاه النفط والتنمية، عين نوري السعيد اللورد سالتر وهو اقتصادي بريطاني وسياسي سابق في محاولة لمعالجة عدم الكفاءة الملحوظة في إعادة تخصيص عائدات النفط. استمر الرفض العراقي الواسع النطاق لوجوده، ومع ذلك ظل اللورد سالتر يقدم اقتراحاته لتنفيذ مشاريع التنمية.

### المظالم السياسية
أعادت بريطانيا احتلال العراق خلال الحرب العالمية الثانية. وفي عام 1947، تفاوض رئيس الوزراء صالح جبر على انسحاب بريطانيا، وأضيف الطابع الرسمي عليه في 15 يناير 1948 عبر المعاهدة الأنجلو-عراقية (المعروفة أيضًا باسم معاهدة بورتسموث). نصت هذه الاتفاقية على تشكيل مجلس دفاع مشترك بريطاني-عراقي للإشراف على التخطيط العسكري العراقي، بينما واصلت بريطانيا السيطرة على الشؤون الخارجية للعراق. كما ظل العراق مرتبطًا ببريطانيا في مجال الإمدادات العسكرية والتدريب. كانت مدة هذه المعاهدة 25 عامًا، أي حتى عام 1973، وهو ما لم رفضه القوميون العرب في المملكة العراقية الهاشمية.
ردًا على هذه المعاهدة، قاد القوميون العرب انتفاضة الوثبة بعد عام واحد، احتجاجًا على استمرار الوجود البريطاني في العراق. ونتيجة لذلك، ألغى نوري السعيد معاهدة بورتسموث لتهدئة العراقيين والقوميين العرب الغاضبين.
في عام 1955، انضم العراق إلى حلف بغداد مع كل من إيران، باكستان، وتركيا، وكان لهذا الحلف اتفاقية دفاعية بين الدول الأربع، حظي بتأييد بريطانيا والولايات المتحدة كجزء من استراتيجيات الحرب الباردة لمواجهة الشيوعية. لكن هذا التحالف لاقى استياءً واسعًا بين العراقيين. كما رأت مصر أن حلف بغداد يمثل استفزازًا وتحديًا لهيمنتها الإقليمية.
في عام 1956، تصاعد التوتر في العلاقات العراقية-المصرية بعد قيام مصر بتأميم قناة السويس. وعندما غزت بريطانيا وفرنسا وإسرائيل مصر، اضطر العراق كحليف لبريطانيا إلى دعم الغزو. لكن هذا الموقف أدى إلى استياء واسع بين العراقيين الذين تعاطفوا مع مصر وتبنوا الفكر القومي العربي. رأى العراقيون أن هذا الغزو كان دليلًا آخر على العدوان الغربي وهيمنته على المنطقة.
وبالمثل، عندما اتحدت مصر وسوريا في عام 1958 لتشكيل الجمهورية العربية المتحدة تحت راية القومية العربية، وجد القادة العراقيون أنفسهم في موقف صعب. لم يكن لدى العراق أي اهتمام بالاتحاد مع مصر، وبدلًا من ذلك، اقترح القادة العراقيون اتحادًا عربيًا خاصًا بهم مع الأردن الهاشمي، وصادقوا عليه في مايو 1958. ورغم أن بريطانيا والولايات المتحدة دعمتا هذا الاتحاد علنًا، إلا أن العديد من العراقيين شككوا في أهدافه، واعتبروه مجرد أداة أخرى للهيمنة الغربية.

### المقدمات
كان الهدف الرئيسي من الانقلاب هو تحرير العراق من الروابط الإمبريالية مع بريطانيا والولايات المتحدة. فقد كانت القوى الغربية تهيمن على جميع قطاعات الحكم العراقي: السياسة الوطنية والإصلاح، والسياسة الإقليمية مع الجيران العرب وغير العرب، والسياسات الاقتصادية. كقاعدة عامة، شعر العديد من العراقيين بالاستياء من وجود القوى الغربية في المنطقة وخاصة البريطانيين. علاوة على ذلك، لم يكن بإمكان النظام الملكي الهاشمي أن ينفصل عن صورة الحكام الإمبرياليين وراء العرش. فقد واجه العرش صعوبة في الحفاظ على السلطة خلال انتفاضة الوثبة في 1948 و الانتفاضة العراقية في 1952.

## ما قبل الثورة

### العوامل غير المباشرة
هنالك جملة من العوامل التاريخية التي تراكمت وتمخض عنها قيام حركة تموز 1958 م. منها إجهاض ثورة رشيد عالي الكيلاني وإخفاق الحكومات العربية في حرب فلسطين عام 1948 م، ثم دخول حكومة نوري السعيد في سلسلة من المعاهدات وآخرها حلف بغداد التي كبلت العراق ببنود هيمنة جائرة على سيادته وموارده وقراره السياسي، وبعد بروز المد الوطني والقومي العربي المعادي للهيمنة البريطانية والفرنسية والأمريكية، والتأييد الجماهيري الكاسح لهذا المد الذي تزعمته القيادات الثورية الشابة في بعض بلدان العالم العربي والتي كانت رائدتها حركة تموز 1952 في مصر، وتصاعد المد الجماهيري المؤيد للحركات الثورية الوطنية والقومية ليشمل دولا عديدة مثل الأردن الذي رفض الدخول في حلف بغداد، وأضحت حكومة نوري السعيد ورقة محروقة متهمة بما سمي «بالعمالة» لبريطانيا.
ومن وجهة نظر الدول الغربية فإن سلسلة المعاهدات مع العراق وبعض الدول العربية وآخرها حلف بغداد ما هي إلا صفقة إستراتيجية الغرض منها هيمنة بريطانيا وفرنسا ومن ثم لاحقاً أمريكا على المنطقة لدواعي إستراتيجية أهمها الوقوف بوجه الإتحاد السوفيتي والسيطرة على منابع النفط واستيلاء الولايات المتحدة على إرث بريطانيا وفرنسا خصوصاً بعد حرب السويس أو ما سمي بالعدوان الثلاثي على مصر، ووقوف حكومة نوري السعيد علنًا مع دول العدوان.

### العوامل المباشرة
يجمع المؤرخون على أن العوامل المباشرة للحركة كانت بسبب ردة الفعل الجماهيرية الغاضبة على احتلال بريطانيا للعراق بعد إسقاط ثورة رشيد عالي الكيلاني عام 1941 وإعدام الضباط الأحرار والوطنيين من الضباط المشاركين في الثورة، وكذلك من العوامل الأخرى، هزيمة الحكومات العربية في حرب فلسطين إبان حرب 1948، علاوة على جملة من العوامل الداخلية الأخرى كتردي الأحوال المعيشية والإجتماعية والتي يمكن إجمالها بالتالي:
مر الحكم الملكي بجملة من الإخفاقات أدى تراكمها إلى ظهوره بمظهر الحكم العاجز عن تلبية تطلعات الجماهير وتحقيق أهدافها وأن الحكم الملكي ظهر بمظهر النظام المرتبط بمصالح البريطانيين ضد مصالح الشعب. وهم يرون أن فرضيتهم هي من العوامل المسببة لقيام «الثورة». والتي يجملونها حسب التسلسل الزمني بالآتي:
1. الاعتقاد بالهيمنة البريطانية على السياسة والأحلاف ومعاهدات الانتداب، حيث يرى البعض أن هم بريطانيا هو إلحاق العراق بالسياسة البريطانية وأن يكون تابعا لها ومنفذا لاستراتيجياتها بواسطة ربطه بمعاهدة 1922 ثم معاهدة 1926، ثم معاهدة 1930 ومعاهدة 1948 ثم تلى ذلك حلف المعاهدة المركزية – السنتو المعروف بحلف بغداد والذي كان يضم العراق وإيران وتركيا وباكستان. وكان الشارع العراقي معبأً ضد الحلف والحكومة العراقية خصوصاً الخلاف بين مصر وسوريا من جهة والعراق من جهة أخرى، حول حلف بغداد، بسبب تعبئة إذاعات دمشق والقاهرة والتي كانت تهاجم الحكومة العراقية، وكان بعض العراقيين يرددون ما تذيعه دمشق والقاهرة من أفكار.
2. هيمنة الشركات الأجنبية على الاقتصاد بضمنها شركات النفط التي لعبت دوراً كبيراً في تقويض الاقتصاد العراقي لاسيما بعد ربط الاقتصاد العراقي بالكتلة الاسترلينية مما أدى إلى تضخم العملة العراقية وغلاء الأسعار.

أدى احتلال بريطانيا للعراق أثناء الحرب العالمية الثانية وإسقاط حكومة ثورة مايو 1941 بزعامة رشيد عالي الكيلاني، وما لقيه الضباط من التنكيل والإعدام، إلى ارتفاع درجة السخط بين صفوف الشعب الذي انعكس على أبنائه في القوات المسلحة.
حملات تقويض الجيش العراقي حيث تنبه الإنجليز إلى حالة السخط والغليان بين صفوف الشعب والجيش خاصة بعد الضربة الموجعة بعد احتلال العراق إبان الحرب العالمية الثانية وإسقاط الثورة الشعبية التحررية التي قام بها رشيد عالي باشا عام 1941، وتنبهوا إلى ذلك فاشعروا السراي الحكومي بضرورة تقليص عدد وحدات الجيش العراقي، وتسريح أعداد كبيرة من ضباطه [مبهم]ومراتبه ونقل الضباط الآخرين إلى وحدات نائية، وإشغال أفراده بالتدريبات، طوال فصول العام. بدأت خلايا سرية من الضباط في العمل بين صفوف الجيش، ومحاولة التكتل لإنشاء تنظيم سري للضباط.
انعكست نتائج حرب 1948 على شكل إحباط جماهيري عام، فالعراق الذي شارك بخيرة قطعاته في القتال وحقق انتصارات مهمة على الجبهة بقيادة الفريق راغب باشا الذي حقق انتصارات لامعة مطوقا تل أبيب وصل على مشارف البحر إلا أن تدخل القائد البريطاني كلوب باشا الذي كان يرأس القيادة العامة للحرب لم يصدر الأوامر بالتقدم في ساحات القتال، حتى شاعت على الألسن باللهجة العراقية العامية «ماكو أوامر» ورجع الجيش العراقي من فلسطين بعد أن أعلنت الهدنة سنة 1949 وكان لهذه العودة أثرها السيئ في نفوس الشعب.
أدى نجاح حركة الضباط الأحرار في مصر، خلال «ثورة» 23 يوليه/ تموز 1952 التي أدت إلى تقويض النظام القائم في مصر، وثورة 1948 في اليمن ضد الحكم الملكي الإمامي والتي قادها الضابط اليمني العراقي جمال جميل رغم إسقاطها بعد نجاحها وإعلان الجمهورية ومقتل الإمام، أدت إلى تشجيع الضباط العرب عموما والعراقيين خاصة بالثورة على نظام الحكم.
وقع العدوان الثلاثي على مصر سنة 1956 من قبل بريطانيا وفرنسا وإسرائيل بسبب تأميم مصر لقناة السويس، وقد شجبت الحكومة العراقية العدوان ومع قيام الاتحاد العربي – الجمهورية العربية المتحدة بدأ الشعور القومي لدى فئة من العراقيين بالظهور. وفي 14 فبراير 1958 أعلن الاتحاد العربي الهاشمي بين العراق والأردن؛ فيما يراه البعض ردًا على قيام الجمهورية العربية المتحدة بين مصر وسوريا. وقابلت الأوساط القومية الاتحاد العربي بالاستنكار، واعتبرته مفرّقاً للصف العربي. داعين إلى الانضمام إلى الجمهورية العربية المتحدة بدل هذا المشروع الذي رؤوا فيه حلفا أكثر منه وحدة.

### الدعم العسكري العراقي للأردن
وفي مطلع تموز وبعد قيام الاتحاد الهاشمي عام 1958 بين العراق والأردن طلب الملك حسين بن طلال العاهل الأردني، من الملك فيصل الثاني ملك العراق إرسال قطعات عسكرية عراقية للمرابطة في الأردن. سافر بناء على ذلك رئيس الأركان الفريق رفيق عارف إلى عمان للتباحث مع نظرائه الأردنيين في التدابير اللازمة لتحرك هذه القطعات وقابل الملك حسين وأخبره بحضور بهجت التلهوني رئيس الديوان الملكي الأردني بأن العراق قرر دعم الأردن بإرسال قطعات فاعلة حيث اتفقا على بعض التفاصيل اللوجستية والتعبوية بهذا الصدد، إلا أن الملك حسين لمح وبدبلوماسيته المعهودة بأن لديه معلومات عن وجود تنظيم سري مشابه لتنظيم الضباط الأحرار في مصر، وقد أبدى الفريق رفيق عارف استغرابه نافيا تلك المعلومات، فاستدعى الملك حسين ضابطين أردنيين كانا في زيارة عسكرية للعراق واطلعا على الأوضاع الداخلية للجيش العراقي، وعادا بمعلومات تفصيلية عن وجود نشاطات لإعداد حركة عسكرية.

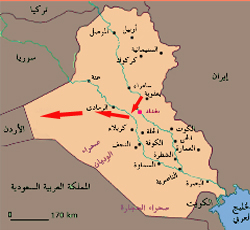
خط سير القطعات العسكرية العراقية إلى الأردن.

عاد الفريق رفيق عارف إلى بغداد في يوم 11 تموز مغتاظا من الإنذارات الأردنية بعد أن قال لرئيس الوزراء الأردني آنذاك السيد سمير الرفاعي وبحضور رئيس الأركان الأردني، أنه «لا يجوز أن نصدق الإشاعات التي تريدنا أن نعتقل ألف ضابط عراقي من أفضل ضباطنا». وتقرر بعد ذلك أرسل اللواء العشرين بقيادة العقيد الركن عبد السلام عارف الذي يحوز على ثقة رئيس أركان الجيش يوم الرابع عشر من تموز إلى الأردن وهو اللواء الذي نفذ الحركة التي أطاحت بالنظام الملكي.
في نفس السياق، أكد الملك الحسين بن طلال للفريق غازي الداغستاني قائد الفرقة الثالثة، والتي يفترض أن يتوجه أحد ألويتها إلى الأردن، بأنه توافرت لدى أجهزة الاستخبارات العسكرية الأردنية، معلومات تؤكد نية بعض الضباط القيام بانقلاب، وأنه اتصل بابن عمه ملك العراق طالبا منه أن يبعث شخصا يثق به لإطلاعه على معلومات خطيرة، والتقى الملك برئيس أركان الجيش العراقي آنذاك الفريق رفيق عارف في معسكر اتش 3، قرب الحدود الأردنية ـ العراقية، وسلمه قائمة بأسماء الضباط الذين يعتقد بأنهم يعدون للانقلاب، ولكن رئيس أركان الجيش الفريق رفيق عارف فند جازما للملك حسين وجود مثل تلك الحركة لسببين: الأول ورود اسم العميد عبد الكريم قاسم وهذا مدعاة استغراب لأنه من أخلص الضباط للعرش والحكومة حتى أن الكثير من الضباط يخشونه لولائه للحكومة والعرش. أما السبب الثاني كما قال رئيس أركان الجيش العراقي، فهو أن أعداء المملكتين وعلى الأخص بعد إعلان الاتحاد الهاشمي هالهم الاتفاق الوحدوي بين القطرين فأخذوا يحيكون الدسائس لعرقلة الاتحاد، فعمدت تلك القوى إلى استخدام الطابور الخامس ليبث الإشاعات التي درجت على تلفيقها لغرض زعزعة استقرار الدولة الفتية.
ويذكر الداغستاني بأن الملك الأردني قد شعر بالإحباط من رد الفريق رفيق عارف وعدم أخذ معلومات غاية في الأهمية والسرية والخطورة على محمل الجد. لم يكتف الملك حسين بذلك بل بعث برئيس مخابراته آنذاك محمد الكيلاني قبل أسبوعين من الحركة ليخطر الحكومة العراقية بقرب ساعة الصفر وتنفيذ الحركة العسكرية التي أعدتها مجموعة من الضباط المعروف عنهم الولاء للعرش ولنوري السعيد، ومع ذلك، لم يلتفت أحد إلى التحذير. وأضاف الفريق غازي الداغستاني "إن بغداد كانت تعج بالإشاعات، حتى أن نوري باشا استدعاه وسأله: "هل تصدق أن عبد الكريم قاسم يتآمر لإسقاطي؟". كان يقال عن قاسم بأنه جاسوس لنوري السعيد في الجيش ويسميه الباشا تحببا "كرومي". وطلب نوري السعيد ملف عبد الكريم قاسم ولم يكتشف أي مؤشرات على استعداد لخيانة العرش والحكومة، ويذكر غازي الداغستاني بأنه قد أبدى امتعاضه من مراجعة ملف عبد الكريم قاسم ذلك قائلا لنوري السعيد: "إن عبد الكريم من الضباط المقربين المعروفين بالولاء للبلاط والحكومة ولا يمكن التشكيك به. إنه هو من يزودنا بالتحركات المشبوهة لبعض الضباط مما جعلنا نضعهم تحت سيطرتنا. جناب الباشا أنت أدرى بأن الوضع الداخلي لا يتحمل إحداث أي بلبلة داخل الجيش بسبب الظروف التي سببها الهجوم البريطاني على مصر وبمعاونة من فرنسا وإسرائيل. الموضوع أجج المشاعر منذ دخول إسرائيل في الهجوم.. لا أدري الإنجليز كيف يفكرون. الحكومة المصرية تكسب التأييد لأنها تنفذ سياسة مرغوبة من الناس المصريين وباقي البلاد العربية."
وأكمل نوري السعيد قائلا: «هذه الوحدة الآن تلاقي تأييدًا كبيرًا من الشباب، تذكرهم بأيام زمان ومطالب العرب وجلالة الشريف حسين المعظم. كلنا مع الوحدة أكيد ونحن لدينا وحدة أيضا. الوضعية حساسة، ولكن الحكومة المصرية العسكرية مندفعة وليس لديها خبرة مع الإنجليز. تصرفوا بتهور في موضوع التأميم مما جلب لهم بلاء الحرب وأجج الغرب ضدهم وعاداهم. لا داعٍ، فالغرب مهتم بالشيوعية وانتشارها الذي يهدد العالم الحر والعراق أحد أعضائه المهمين. لذلك أي اعتقالات أو ضربة داخل الجيش نقوم بها سيكون رد فعلها لصالح أي عناصر طائشة التي تريد أن تعمل شيئا». بناء على ذلك اتفق نوري السعيد وغازي الداغستاني على اعتبار الموضوع مجرد إشاعات.

### موقف الجيش العراقي
عرف الجيش العراقي بأنه منظمة عسكرية ذات عقيدة وطنية، يتسم بالحس العربي والانتماء للقضايا العربية والمصيرية، وذلك بسبب بنيته التأسيسية التي اعتمدت على مجموعة من الشخصيات الوطنية المعروفة بانتمائها العربي. هؤلاء الضباط كانوا قد شاركوا في الثورة العربية الكبرى مع الشريف حسين أو أسهموا مساهمة فعالة في الجمعيات السرية التي دعت إلى استقلال العراق وتحرر العرب من الدولة العثمانية. وكانت أغلب عناصر الجيش العثماني من الضباط ذوي الرتب الرفيعة في الجيش العثماني أو في القوة الخاصة العثمانية، التي كانت تتمتع بكفاءة ومهنية عالية، والمعروفة بالجيش الانكشاري، وهو ما يعادل اليوم قوات الصاعقة أو الحرس الجمهوري أو الملكي.
بعد انهيار الدولة العثمانية، انخرط معظم هؤلاء الضباط في الجيش العراقي، وكان لديهم مواقف سياسية نشأت عن تجاربهم في الثورة العربية الكبرى من جهة، وعن أفكار الجمعيات الوطنية السرية التي كانت تدعو إلى الاستقلال والتحرر ووحدة ولايات الدولة العثمانية من جهة أخرى.
وبالنظر إلى أن السياسة العراقية كانت تميل، بشكل أو بآخر، إلى سياسة بريطانيا العظمى، فإن بعض الحكومات العراقية لم تكن جادة بما فيه الكفاية في تطوير الجيش وتعزيز قدراته القتالية والتسليحية. وقد أدى ذلك إلى تأجيج مشاعر الضباط، خاصة أصحاب الرتب الصغيرة والمتوسطة الذين كانوا يشكلون عماد الجيش ونواته الأساسية. أما العمل الفعلي لبدء "الثورة" فقد انطلق داخل الجيش بعد عودته من حرب فلسطين الخاسرة، حيث لاحظ الضباط عدم جدية الحكومة في القتال وضعف تسليح الجيش المرسل للمشاركة، كما كانوا يرون أن للحكام دورًا في ضياع فلسطين.

### تنظيم الضباط الأحرار ومحاولاتهم الانقلابية
قام نخبة من طلائع الضباط المستنيرين بتشكيل «تنظيم الضباط الوطنيين» الذي أسماه الإعلاميون لاحقا بتنظيم الضباط الأحرار أسوةً بتنظيم الضباط الأحرار في مصر وذلك في نهاية عام 1949 م، وبعد الهدنة مع إسرائيل
وانسحاب الجيش العراقي، وذلك برئاسة الرائد رفعت الحاج سري، والتي كانت تعد أول نواة لتنظيم عسكري داخل الجيش، ومع رفعت الحاج سري كان ذا رتبة متوسطة إلا أنه كان يتمتع باحترام كبير من الجميع لأخلاقه العالية وسلوكه القويم، وبعد سنة 1952 م، عقب نجاح حركة تموز في مصر التي أعطت دفعا كبيرا للتنظيم تحول أسلوب عمل التنظيم إلى أسلوب الاجتماعات المنظم بدلا من اللقاءات السريعة والجلسات التي تميزت بالطابع الشخصي. وتوالى تشكيل عدد من الخلايا والتنظيمات في معسكرات وثكنات مختلفة استنادا للعامل الجغرافي والمكاني، ومن أشهرها خلية العقيد رجب عبد المجيد التي تشكلت في سبتمبر/ ايلول 1952 م.
كانت الطبيعة الغالبة لتأسيس تلك التنظيمات هو الالتقاء الفكري والانتماء السياسي لضباط كل خلية من خلايا تلك التنظيمات، فمنها كان تجمعا لضباط ذوي ميول قومية وأخرى ذات ميول وطنية ليبرالية وأخرى شيوعية وأخرى إسلامية وغيرها من الخلايا التي انضمت لاحقا، بين عامي 1956 و1957 م، للتنظيم الأقدم والأكبر «تنظيم الضباط الوطنيين» ذو التوجهات الوطنية والوحدوية والذي كان يتزعمه رفعت الحاج سري ذو التوجه الإسلامي والذي أصبح عقيدا في ذلك الوقت. وكان يجمع كل تلك التيارات والشخصيات مبدأ معارضة الوضع القائم. أي أن بعضها كان يؤمن بتغيير النظام الملكي إلى جمهوري، وآخر كان يؤمن بانقلاب كانقلاب بكر صدقي أو ثورة رشيد عالي الكيلاني أي تغيير سياسة وعقيدة الحكم دون المساس بشكل النظام.

#### محاولات التنظيم لقلب النظام الملكي
حاول التنظيم القيام بعدة محاولات للانقلاب على الملك، ولكنها باءت جميعًا بالفشل ومنها :
1 ـ محاولة تنظيم الضباط الوطنيين سنة 1949 م، أثناء الاحتفال بعودة بعض فرق الجيش من فلسطين ولكنها فشلت لعدم حضور الملك فيصل الثاني والمسؤولين الكبار في الدولة.
2 ـ محاولة العقيد رفعت الحاج سري في سنة 1950م.
3 ـ محاولة في 1950، ولكنها ألغيت لعدم حضور نوري السعيد رئيس الوزراء.
4 ـ محاولة في (11 ذي القعدة) سنة 1955م، وصفها المقدم عبد الغني الراوي بمنتهى الدقة والإحكام، ولكن قادة التنظيم رفضوها.

#### كشف التنظيم
في البداية، تمّت محاولات محدودة من قبل تنظيم الضباط الوطنيين للقيام بحركة تهدف إلى قلب نظام الحكم الملكي، إلا أن الفرصة المناسبة لم تكن متوفرة. وبعد سلسلة من الاجتماعات المستمرة لقادة التنظيم التي استمرت لمدة عامين، اتفق على اغتنام أي فرصة قد تتيحها إحدى القطعات العسكرية التي يُسمح لها بالمرور في بغداد لتنفيذ الحركة. كما تقرر دعم القطعات غير المشاركة في حال سماعها بنية القيام بالحركة، وذلك في حال تعذر تبليغ جميع القطعات بسبب الأسباب الأمنية.
في صيف عام 1956، تنبهت الحكومة إلى وجود هذا التنظيم بعد تسرب معلومات عن تحركات الجيش إلى مديرية الاستخبارات العسكرية الملكية. وقد أسفرت التحقيقات عن كشف اجتماع شارك فيه العقيد رفعت الحاج سري، والعقيد الركن عبد الوهاب أمين، والمقدم إسماعيل العارف، والمقدم صالح عبد المجيد السامرائي. وعلى إثر ذلك، اتخذت إجراءات لتفريق هؤلاء الضباط وإبعادهم عن الوحدات المؤثرة، حيث بدأت الحكومة في اتخاذ خطوات لإجهاض التنظيم من خلال نقل قادته إلى أماكن أخرى وتعيين بعضهم كملحقين عسكريين في السفارات خارج العراق.
نتيجة لذلك، انتقلت قيادة التنظيم من رفعت الحاج سري إلى الفريق نجيب الربيعي، الذي انتخب رئيسًا للتنظيم خلفًا لسري. وبعد نقله أيضًا، انتقلت القيادة إلى عبد الكريم قاسم، وقُسم التنظيم إلى عدة خلايا لتسهيل تنفيذ الأوامر والعمليات. وتشير بعض التحليلات السياسية إلى أن تسريب المعلومات قد يكون قد من أحد الضباط المشاركين في التنظيم، ويُعتقد أن عبد الكريم قاسم كان أحد المشتبه بهم في هذا الشأن.

### قادة الحركة واللمسات الأخيرة للخطة
بدأ عبد الكريم قاسم حياته العسكرية برتبة ملازم ثاني عام 1938، ثم تخرج من كلية الأركان العسكرية عام 1941 وشارك في حرب فلسطين عام 1948. ترقى إلى رتبة مقدم ركن عام 1955، وأصبح عقيدًا في الجيش العراقي. كان ينتمي إلى طبقة فقيرة وتوفي والده وهو صغير، مما أثر على شخصيته وعلاقاته الاجتماعية. رغم ذلك، كان معروفًا بمهنته العسكرية العالية ووطنيته، وكان على علاقة طيبة مع عبد السلام عارف وبعض الشيوعيين الذين تعرف عليهم.
أما عبد السلام عارف، فقد التحق بالكلية العسكرية عام 1938 وتخرج منها عام 1941 برتبة ملازم ثاني. شارك في ثورة أيار/مايس 1941، ثم في حرب فلسطين 1948، وتولى عدة مناصب في الجيش العراقي. انضم إلى "تنظيم الضباط الوطنيين" عام 1957 وكان من الأعضاء الفاعلين في التحضير لحركة 14 تموز 1958. عُرف بقوة إرادته وشجاعته وحبه للقضايا العربية.
التقت علاقة الصداقة بين عبد الكريم قاسم وعبد السلام عارف في الكلية العسكرية عام 1938 واستمرت حتى عام 1957. خلال مسيرتهما العسكرية، تبادلوا الآراء حول الأوضاع السياسية في العراق وتأثير السياسة البريطانية على البلاد. في عام 1957، دعى عارف قاسم للانضمام إلى "تنظيم الضباط الوطنيين" حيث قُبل بعد بعض التردد، وكان له دور كبير في التنسيق بين قادة التنظيم لتحقيق النجاح في الثورة.
أتاح ترؤس عبد الكريم قاسم للجنة العليا للتنظيم لعبد السلام عارف الفرصة للعمل المشترك مع قاسم لتحقيق أهدافهما في إحداث تغيير في البلد. بعد ورود معلومات للقصر الملكي ودار السراي عن تشكيل تنظيم سري يهدف إلى التغيير، سارعت الحكومة العراقية بإصدار تعليمات للجيش بتنفيذ حركة تنقلات شملت العميد عبد الكريم قاسم والعقيد عبد السلام عارف، حيث نقلا إلى المنصورية في محافظة ديالى. عُين عبد الكريم قاسم آمراً للواء التاسع عشر، بينما عُين عبد السلام عارف آمراً للواء العشرين، وكانا تحت إمرة اللواء غازي الداغستاني قائد الفرقة الثالثة.
في خطوة سياسية لامتصاص نقمة الضباط، قام الوصي على العرش الأمير عبد الإله مع الملك فيصل الثاني والفريق نوري السعيد باشا بزيارة عدد من القطعات العسكرية، بما في ذلك معسكر المنصورية. عرض نوري باشا منصب نائب القائد العام للجيش على عبد الكريم قاسم، ووزير الدفاع على عبد السلام عارف، لكن كليهما اعتذر. في وقت لاحق، نقلت الحكومة عبد السلام عارف وعدداً من الضباط المشتبه بانتمائهم للتنظيم إلى الأردن، مستغلة الاتحاد الفدرالي بين العراق والأردن وتوتر الحدود الأردنية الإسرائيلية.
في بداية تموز 1958، وعند صدور أوامر بتحرك القطعات إلى المفرق بالأردن، دعا عبد الكريم قاسم وعبد السلام عارف لعقد اجتماع عاجل للتنظيم. أخبرا التنظيم أنه في حال ترددوا في اتخاذ خطوة فعلية، فإنهما سيقودان ضباط التنظيم للإطاحة بالنظام الملكي. اتفقا على إعطاء التنظيم فرصة أخيرة للتحرك، ضامنين دعم الفرق العسكرية الأخرى في العراق. وتضمنت الخطوات الأولى لقيادة قاسم وعارف استقطاب أو تحييد أعضاء القيادة التقليدية والتأكد من عدم تسرب الخطط للاستخبارات العسكرية أو الحكومة.

### الاتصال السري مع عبد الناصر
بعد ظهور ملامح الاصطفاف الجديد في تنظيم الضباط الوطنيين، بدأ البعض يتمحور حول عبد الكريم قاسم وعبد السلام عارف، بينما بقي آخرون مع القيادة التقليدية للتنظيم التي كان يقودها الفريق نجيب الربيعي ومؤسسو التنظيم رفعت الحاج سري الدين، والعميدين ناجي طالب وناظم الطبقجلي. مع ازدياد شعبية قاسم وعارف وتزايد تأييدهم في صفوف التنظيم، بدأ التيار الجديد يكتسب زخماً لافتاً، مما دفع هذا التطور الهام إلى تعزيز احتمال قيام الحركة الثورية التي كانوا يخططون لها. وكان هذا بدوره يدفعهم إلى اتخاذ خطوات مدروسة لتحقق أهدافهم، والتي كانت تتطلب العمل بصورة منسقة بين الجوانب التعبوية والسياسية لتكون الحركة ناجحة.
الخطوة الأولى التي اتخذها التيار الجديد تحت قيادة قاسم وعارف كانت استقطاب أعضاء القيادة التقليدية أو تحييدهم، لضمان عدم انشقاق التنظيم، ومن ثم ضمان عدم تسريب الخطط السرية إلى الاستخبارات العسكرية أو الحكومة. وكان الهدف من ذلك الحفاظ على وحدة التنظيم في مواجهة أي محاولات لتقويض الحركة من الداخل.
أما الخطوة الثانية، فقد تمثلت في البحث عن دعم عربي ودولي لموازنة التأييد الذي كان يتمتع به النظام الملكي من جانب المملكة الأردنية الهاشمية وبريطانيا. وبعد سلسلة من الاجتماعات السرية بين قادة التنظيم، والتي شملت تيار القيادة الجديدة لقاسم وعارف، جرى التوصل إلى قرار بضرورة فتح قناة اتصال مع الجمهورية العربية المتحدة، التي كانت تضم سوريا ومصر في إطار الاتحاد العربي. وعليه، سافر كل من عبد الكريم قاسم وعبد السلام عارف إلى الأردن في زيارة ميدانية لتفقد القطعات العسكرية العراقية هناك، وفي خطوة سرية، عبرا إلى سوريا عبر مدينة الرمثة الحدودية الأردنية. في سوريا، اجتمعا مع موفدين من حكومة عبد الناصر في مدينة درعا الحدودية، حيث سلما رسالة سرية تطلب الدعم والإسناد لحركة الضباط الوطنيين في العراق.
كانت الرسالة الموجهة إلى الرئيس جمال عبد الناصر تتضمن تفاصيل خطيرة عن التنظيم السري في الجيش العراقي وتأكيد استعداد الضباط للتحرك ضد الحكومة، بدايةً من حلف بغداد والتآمر على القومية العربية. وردت حكومة الجمهورية العربية المتحدة على الرسالة بنصيحة حذرة، تضمنت نقاطاً هامة: أولاً، التأكيد على أن أي تدخل مباشر من جانب عبد الناصر قد يؤدي إلى هيمنة سياسية على الحركة العراقية، وثانياً، دعم الحركة على صعيد المعلوماتية، والتعبئة العسكرية، والتسليح، بالإضافة إلى الدعم الإعلامي والسياسي في المحافل الدولية. وأوصت حكومة عبد الناصر بالتحلي بأقصى درجات السرية في تنفيذ الحركة واختيار أفضل العناصر المهنية. كما شددت على أهمية أن يتولى قائد اللواء الذي سيقود التحرك وضع خطة التنفيذ، لكونه الأدرى بقطعاته وأماكن قوتها وضعفها.
استجابة لهذا الرد، عقدت قيادة التيار الجديد بقيادة قاسم وعارف اجتماعاً حاسماً، جرى فيه الاتفاق على أن يتولى عبد السلام عارف وضع خطة تنفيذ الحركة، خاصة وأن اللواء العشرين الذي كان يقوده كان مكلفًا بالتحرك إلى الأردن بموجب توجيهات رئاسة الأركان.

### توزيع الأدوار والمهام
تولى القيادة الرئيسية للعمليات منذ ذلك الحين كل من عبد الكريم قاسم، آمر اللواء التاسع عشر، وعبد السلام عارف، آمر اللواء العشرين، مع دعم من الضباط أعضاء التنظيم الذين كانوا برفقتهما. أخفي الموعد المحدد لقيام الحركة لضمان عدم تسرب الأخبار. وفي 13 تموز، قام كلاهما بزيارة بغداد لتحديد مسار الحركة ومهام تنفيذها. وفي 10 تموز، وبعد عطلة عيد الأضحى مباشرة، صدرت الأوامر العسكرية من القيادة العامة للجيش بتحرك اللواء العشرين إلى الأردن في 14 تموز. وكان اللواء العشرين أحد تشكيلات الفرقة الثالثة التي يقودها الفريق غازي الداغستاني في معسكر المنصورية، وذلك للوقوف في وجه التهديدات الإسرائيلية على الأردن. وكان قائد الجحفل أو القطعات المنتخبة من معسكرات مختلفة والمتجهة إلى الأردن هو اللواء أحمد حقي. عند ذلك، اعتبر قادة الحركة أن الفرصة أصبحت مناسبة لتنفيذ ثورتهم ضد الحكم الملكي.
وضع الرجلان خطط التحضير والتنفيذ لحركة تموز 1958، وسُلمت إلى خلية التنظيم من الضباط الذين تقرر إشراكهم في الحركة. وكان العميد عبد الكريم قاسم يشعر بالقلق من تصرفات الحكومة وأي محاولة لثورة مضادة. لذا، اتفق مع العقيد عبد السلام عارف على إنشاء غرفة عمليات سرية يديرها قاسم من مقره في معسكر المنصورية، برفقة أمر المعسكر الرئيس الأول إبراهيم الشيخ علي آل غصيبة وبعض الضباط الآخرين من التنظيم. كما أُوكلت لبقية الضباط مهام تنفيذ العمليات داخل وخارج بغداد، مستغلين فرصة قيام الاتحاد الهاشمي بين العراق والأردن وتحرك القطعات العراقية لإسناد الأردن ضد التهديدات الإسرائيلية التي صاحبت قيام الاتحاد.
كما اتفق التنظيم على عدم إخبار القوات الزاحفة من غير أعضاء التنظيم بما سيحدث في بغداد من إعلان للثورة، وذلك خشية من تسرب الأخبار إلى الحكومة وقيادة الجيش. وأصدرت التعليمات للضباط أعضاء التنظيم الذين سيقومون بمهام تنفيذ الحركة بعدم إخبار أي ضباط آخرين، حفاظًا على السرية والمباغتة ومنعًا لتسرب أخبار الثورة.

## قيام ثورة 14 يوليو
اختار عبد السلام عارف تنفيذ مجموعة من العمليات، منها السيطرة على مقر قيادة الجيش في وزارة الدفاع، ومركز الاتصالات الهاتفية المركزي، ودار الإذاعة، بالإضافة إلى أهداف استراتيجية أخرى مثل القصر الملكي، قصر نوري السعيد، ومعسكري الرشيد والوشاش.

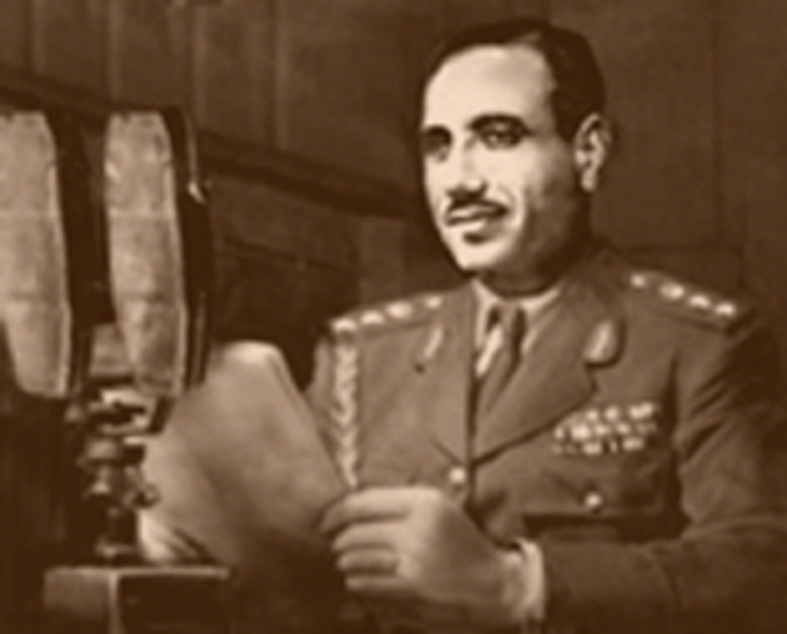
العقيد الركن عبد السلام عارف يلقي بيان الثورة بعد سيطرة قواته على بغداد.

في يوم 14 تموز، بدأ اللواء العشرون بقيادة عبد السلام عارف التحرك لتنفيذ الحركة. قام الأعضاء البارزون في الهيئة العليا لتنظيم الضباط الوطنيين، بحضور العميد الركن عبد الكريم قاسم، بدراسة خط سير الرتل المزمع مروره عبر بغداد. كما استمعوا إلى شرح من العقيد الركن عبد السلام عارف عن خطته لتحرك اللواء نحو السيطرة على بغداد. ويمكن تلخيص خطته وخط سير القوات كما يلي:
يمر خط السير عبر مواقع استراتيجية في بغداد تتطلب السيطرة عليها لتنفيذ الحركة بنجاح. يبدأ خط السير من معسكر المنصورية في ديالى، ويمر عبر طريق بغداد-ديالى القديم، مرورًا بشرق بغداد في منطقة المشتل، ثم إلى بغداد الجديدة المجاورة لمعسكر الرشيد في الزعفرانية، حيث ستحتل هذه المحطة أحدُ كتائب اللواء. بعد ذلك، يتوجه الرتل إلى الباب الشرقي، حيث جسر الملكة عالية (جسر الجمهورية حاليًا)، وهي محطة استراتيجية هامة لتأمين تدفق القوات إلى جانب الكرخ.
تُقسَّم الكتائب المتبقية إلى ثلاثة أرتال لتستكمل السيطرة على الرصافة قبل الانتقال إلى الكرخ. الرتل الأول يتوجه للسيطرة على مديريات شرطة باب الشيخ، حيث قطعت الاتصالات الهاتفية للبدالة المركزية. ثم يواصل التقدم لاحتلال وزارة الدفاع، التي تعد مقر القيادة العامة للقوات المسلحة، ويُسيطر على معسكر الحرس الملكي في الكرنتينة، ثم يتوجه إلى مقر البلاط الملكي في الكسرة.
بعد عبور جسر الملكة عالية، تمر القطعات عبر منطقة الصالحية، حيث تحتل دار الإذاعة العراقية. ثم يستمر خط السير إلى كرادة مريم (المجمع الرئاسي حاليًا)، ثم الحارثية، حيث معسكر الوشاش، ويليه قصر الرحاب مقر إقامة الملك وولي العهد عبد الإله. وأخيرًا، يتجه الرتل إلى شارع اليرموك، متابعًا طريقه نحو الحدود الأردنية.
اتخذ عبد السلام عارف مجموعة من التدابير داخل اللواء العشرين لضمان نجاح الحركة، حيث أمر باعتقال قادة القطعات العسكرية التي ستشارك في الحملة وتعيين ضباط من تنظيم الضباط الوطنيين بدلاً منهم. كما أصدر عدة أوامر هامة، ومنها:
- تعيين العقيد عبد اللطيف الدراجي قائدًا للواء العشرين، ليتمكن عبد السلام عارف من قيادة العمليات وتحريك القطعات.
- تكليف الرائد بهجت سعيد بالتحرك إلى قصر نوري السعيد للقبض عليه.
- تكليف الكتيبة الثانية بقيادة المقدم عادل جلال بالسيطرة على وزارة الدفاع ومحاصرة معسكر الحرس الملكي.
- تعيين المقدم فاضل محمد علي قائدًا للكتيبة المدرعة الثالثة المكلفة بالسيطرة على الكرخ بالتعاون مع معسكر الوشاش.
- تكليف الرائد عبد الجواد حامد الجومرد بحصار قصر الرحاب في الحارثية.

وبعد تنفيذ هذه المهام، توجه عبد السلام عارف بنفسه لإذاعة البيان الأول.
نجحت الخطة المحكمة لعبد السلام عارف في إحكام السيطرة على بغداد، حيث ألقى بيان الثورة من مبنى الإذاعة. وبذلك، سقط النظام الملكي في العراق.
وعندما بدأ التحرك، كانت الأمور تسير حسب المخطط، إلا أن تحرك اللواء أحمد حقي، الذي مر عبر الفلوجة، أدى إلى تنفيذ الخطة تنفيذًا غير متوقع. تولى العقيد الركن عبد السلام عارف قيادة القطعات بنجاح، مما أسهم في الإطاحة بالنظام الملكي. كتب رسالة لوالده يطلب فيها رضاه ودعاءه بالنصر أو أن يتقبله الله شهيدًا في حالة وفاته، ثم أذاع بنفسه البيان الأول للحركة في صباح 14 تموز 1958.
في هذا الوقت، كان العميد الركن عبد الكريم قاسم يتابع سير العمليات من معسكر المنصورية في ديالى، وعندما علم باحتلال عبد السلام عارف لبغداد، لحِق به وسماع البيان عبر مذياع سيارته، مما أدى إلى انطلاق المظاهرات الشعبية في شوارع العاصمة تأييدًا للثورة.

## ما بعد الثورة

### ردود الأفعال العربية والدولية
كان وقع الحدث عربيا ودوليا كبيرا وبدرجات متفاوتة حسب مواقف هذه الدولة أو تلك، فتلقت الجمهورية العربية المتحدة النبأ كالصاعقة وبعث قادتها برقيات التأييد والدعم حتى أن عبد الناصر ألقى خطابا خاصاً أعلن فيه أن أي اعتداء على ثورة العراق يعتبر اعتداء على اتحاد «مصر وسوريا» كما أرسل الوفود الرسمية والشعبية لدعم الحركة بضمنها وفد الأحزاب الشعبية بعد أقل من أسبوع داعين ومرحبين لدخول العراق في الاتحاد العربي «الجمهورية العربية المتحدة»،. أما  الولايات المتحدة الأميركية فقد أصدرت أوامرها بإنزال قوات الأسطول السادس المتواجد في البحر المتوسط في لبنان للتأهب للدخول إلى بغداد وإعادة النظام الملكي بناء على إستراتيجية أميركية وضعت بشكل بيان سري وقعة الرئيس الأميركي ايزنهاور عام 1952 يتضمن ضرورة تطويق الاتحاد السوفيتي في الشرق الأوسط بعدد من الدول الحليفة والحفاظ على منابع النفط ولو استلزم احتلالها أو إحراقها. أما الاتحاد السوفيتي فقد كان من أوائل الدول التي اعترفت بالجمهورية الجديدة.
أما بريطانيا التي تلقت صفعة كبيرة وهي التي خططت للهيمنة على العراق لفترة ثلاثمائة سنة من خلال تطوير علاقاتها التجارية والعسكرية وإرسال المبعوثين والتجار والجواسيس ودعم الثورة العربية الكبرى وغير ذلك، فكانت تعتبر العراق جزءًا من بقايا مستعمراتها أو الكومنولث، فقد كان وقع الخبر عليها كالصاعقة وباديء الأمر فقدت توازنها السياسي فقامت بإعلان إنذار لقطعاتها العسكرية في الخليج وخصوصا الكويت والبحرين وبإنزال قوات عسكرية أخرى في الأردن بغية التدخل لإعادة الأوضاع في العراق وحماية الأردن من عمل ثوري مشابه، ثم لاحقاً فضلت استخدام سياسة امتصاص الغضب والتخطيط الهادئ للحفاظ على مكانتها ومصالحها في العراق خصوصا النفطية، فاستناداً إلى مركز الوثائق البريطانية وُقّع على اتفاقية بموجبها تحافظ بريطانيا على مصالحها في العراق بضمنها استمرار عمل شركات النفط البريطانية. ثم اتفقت بريطانيا مع فرنسا وإسرائيل بلعب أدوار سياسية لتقويض الحركة فأخذت في تفتيت التحالف الثوري والوحدوي، فحرّكت ضدهم التيارات الدينية الإسلامية وأظهرت من خلال وسائل الإعلام الموالية لها الموجهة للتيارات الماركسية والشيوعية بأن اللعبة أمريكية وأدعت للوطنيين ارتباط الحركة بالخارج، وبالفعل بدأ الخلاف يبدأ بين أفراد الشعب العربي والعراقي خصوصا الذي انعكس على قادة الحركة المنتمين إلى تيارات مختلفة.

### ترحيب الشارع العربي بالثورة
رحب الشارع العربي، بما في ذلك القوى والفعاليات الجماهيرية في الدول العربية التي تُصنف ضمن القوى التحررية والوحدوية، بالحركة. كما رحب بها خصوم الملكية، حيث بعثت تلك القوى برقيات تأييد وانطلقت مظاهرات في مختلف الساحات والتجمعات العربية. أُلقيت الخطب الحماسية، ورددت الأناشيد والأشعار التي تغنت بالثورة الجديدة. كما قدم العديد من فناني مصر أغاني وأناشيد وطنية وقومية دعماً للحركة وتقديراً للعراق وشعبه، من أبرزها أنشودة "بغداد يا قلعة الأسود" و"شعب العراق الحر ثار" لأم كلثوم، بالإضافة إلى العديد من الأناشيد للموسيقار محمد عبد الوهاب وشادية وفائزة كامل وكارم محمود وغيرهم، التي تجاوزت الخمسة عشر أنشودة.

### إعلان الجمهورية العراقية
أعلنت الجمهورية العراقية ولأول مرة من خلال البيان الأول للثورة، وكانت هنالك محاولات لصياغة نص البيان الأول ففي المحاولة الفاشلة للتنظيم لقلب نظام الحكم عام 1956 اشترك كل من الشخصيتين المثقفتين الأستاذ محمد صديق شنشل والسيد فائق السامرائي لوضع بعض البنود الخاصة بالبيان الأول للحركة. إلا أن فشل المحاولات السابقة لقلب نظام الحكم الملكي أدت إلى إهمال تلك الصيغة من البيان في حينه. وعند الشروع بالحركة بادر عبد السلام عارف بصفته أحد قادة التنظيم وعضوا في اللجنة العليا، بأن يتبنى صياغة البيان نظرا لاتقانه اللغة العربية، وتمتعه بصوت خطابة جهوري، ونظرا لأنه سيقوم بمهمة تنفيذ «الثورة»، فقد قرر من جانبه وضع البيان وإذاعته عند نجاحه بالسيطرة على مبنى دار الإذاعة العراقية. وبعد نجاحه في السيطرة على بغداد أذاع عبد السلام عارف بنفسه البيان الأول. وأصبح بعد الآن اسم العراق الجمهورية العراقية. وتولى العميد الركن عبد الكريم قاسم منصب رئيس الوزراء ووزير الدفاع والقائد العام للقوات المسلحة والعقيد الركن عبد السلام عارف نائب رئيس الوزراء ونائب القائد العام للقوات المسلحة ووزير الداخلية. ووزعت الحقائب الوزارية والمسؤوليات حسب أدوار الضباط من أعضاء تنظيم الضباط الوطنيين وإسهامهم في الحركة.

## الانقلاب الخفي على الثورة
تميز أسلوب عبد الكريم قاسم في تفرده بالحكم بعدة أشهر معدودات من قيام الحركة وإعلان الجمهورية، تمثّل جليّا من خلال إبعاده لزملائه أعضاء التنظيم والتيارات الوطنية الأخرى المشاركة في الحكم وخصوصا قادة التنظيم وشخوص الثورة وعلى وجه الخصوص عبد السلام عارف ورفعت الحاج سري (الديّن) ونجيب الربيعي وناجي طالب وناظم الطبقجلي وعبد الرحمن عارف وعبد الكريم الفرحان وصبحي عبد الحميد وعبد اللطيف الدراجي ورجب عبد المجيد وعبد الوهاب الشواف وعارف عبد الرزاق وصالح مهدي عماش وإبراهيم الداود وأحمد حسن البكر وحردان عبد الغفار، إضافة إلى الوزراء الذين ينتمون إلى تيارات وطنية مختلفة. وتطوّر الأمر إلى تصفية منافسيه ومعارضيه من زملائه من الضباط الأحرار مثل محاولة إعدام عبد السلام عارف وتنفيذ أحكام الإعدام بقادة التنظيم الآخرين من أمثال ناظم الطبقجلي ورفعت الحاج سري والإجهاز على عبد الوهاب الشواف وهو جريح في المستشفى وإعدام مجموعته. وكان أخطر قرارات قاسم والتي جعلت مصداقيته على المحك، هي اعتقال وإصدار حكم الإعدام بالشخصية الوطنية رشيد عالي الكيلاني باشا.

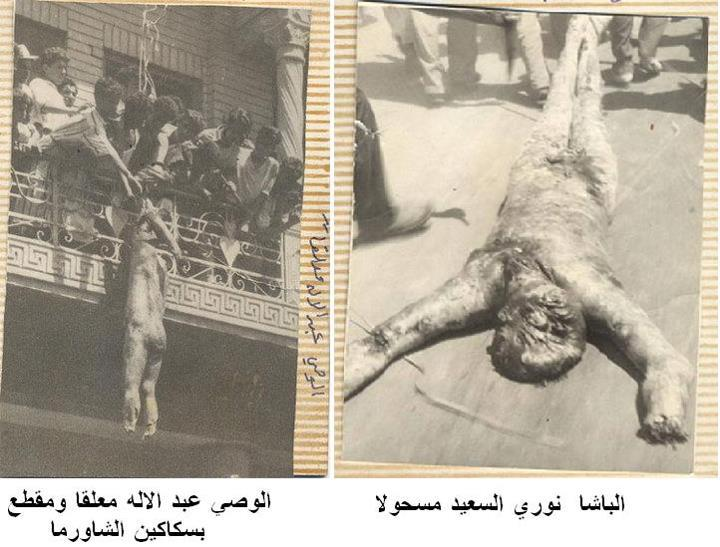
في الصورة اليمنى رئيس الوزراء العراقي نوري السعيد بعد سحله والصورة اليسرى لولي عهد العراق عبدالإله بعد مقتله والتمثيل بجثثه، وذلك بتاريخ 14 يوليو سنة 1958م

أما خطواته اللاحقة كانت تتمثل في إفساح المجال للشيوعيين بالسيطرة على الحياة العامة ومركز القرار، حيث استمرت الميليشيات الشيوعية بحملات متواترة مع قرارات المحكمة الخاصة التي كان يديرها المهداوي، لتطهير وتصفية الخصوم ابتداءً من بقايا رموز العهد الملكي وانتهاءً بالتيارات المتنافسة والشخصيات الوطنية والعسكرية على اختلاف توجهاتها إسلامية كانت أم  قومية. حيث تصاعدت وتيرة عمليات الاضطهاد وأعمال العنف بأساليب مختلفة كالسحل بالحبال والتعليق على أعمدة الكهرباء ودفن الأحياء حتى بلغت إحصائية الضحايا ما قارب العشرة آلاف مواطن، مما أثار حفيظة المنظمات الدولية والإنسانية، حيث تلقّى رئيس الوزراء عبد الكريم قاسم برقيات الاحتجاج على أعمال العنف هذه التي كانت تؤججها المحكمة الخاصة بعد كل دورة محكمة. ففي إحدى المقابلات الصحفية أبدى عبد الكريم قاسم تأييده لما يحدث، لأنه شكل من أشكال الحفاظ على السلطة.
فمن جهته كان قاسم وأثناء الحكم الملكي يميل للتكتل مع خلية تنظيم الضباط الوطنيين من ذوي الميول الشيوعية ومن ذوى الانحدار الفلاحي من طبقة ما يسمى بالشروقيين. حيث كان ميّال للسماع عن العقيدة الشيوعية ومعجبا بتجربة الاتحاد السوفيتي. والعديد من المؤرخين والسياسيين يلقون بمسؤولية مقتل الملك وأفراد عائلته والطريقة التي تمّت بها على كاهل هذه الخلية حيث لم يكن مخططا لها من قبل تنظيم الضباط الوطنيين بأن تكون دموية بذلك الشكل. تحول عبد الكريم قاسم من زعيم للثورة إلى زعيم أوحد، وشيئا فشيئا تفرد بالسلطة حتى أصبح «ديكتاتور» جمع بيده كل السلطات، فاستحوذ على مركز صناعة القرار وبدأ بجمع الصلاحيات بيده مجرداً إياها من زملاءه. فأصبح هو رئيس الوزراء ووزير الدفاع والقائد العام للقوات المسلحة وكان يتباهى بذلك من خلال مقابلاته ووسائل إعلامه التي نعتته «بالزعيم الأوحد» وتصريحاته التي كان يكرر فيها عن أسلوبه في الحكم «بأنني اعتبر العراق وحدة عسكرية والشعب هم جنودها». وعند نجاح الحركة وقيام الجمهورية، حين كان العمل في القيادة جماعيا قبل تفرده بالسلطة سمحت وزارة الداخلية التي كان عبد السلام عارف وزيرا لها بتأسيس بعض الأحزاب مثل الحزب الإسلامي العراقي وحزب الدعوة الإسلامية، إلا أن عبد الكريم قاسم وبعد حصر الصلاحيات بيده ألغى هذه الأحزاب ولم يفسح المجال لعمل أحزاب جديدة سوى الحزب الشيوعي العراقي الذي شاركه في السلطة.
حوكم الرجل الثاني في الدولة عبد السلام عارف بتهمة الشروع بقلب نظام الحكم عند مجيئه لبغداد على إثر مرض والده والذي توفي على إثره حيث دحض عارف هذه التهم مبرزا البرقية التي بعثها له أخوه عبد السميع حول ضرورة مجيئه الفوري بسبب مرض والده، ثم تمت محاكمة مجموعة العقيد الشواف الذي حاول التمرد على الحكومة في الموصل ولقي حتفه في المواجهات المسلحة وحوكم من معه بالإعدام والسجن حسب دورهم في التمرد. وقد زج معهم العديد من الخصوم السياسيين بغية التصفية السياسية أهمهم مجموعة العميد الركن ناظم الطبقجلي ثم المحاكمة المثيرة للجدل للشخصية الوطنية رئيس الوزراء الأسبق رشيد عالي باشا الكيلاني. وقد هزت تصرفات المحكمة مصداقية النظام الجمهوري الجديد وشوّهت صورته وكانت مؤشرا لمرحله جديدة من الصراع بين التيارات السياسية المختلفة داخل النظام الجديد والتي انتصر في جولتها الأولى عبد الكريم قاسم ضد خصومه من أعضاء تنظيم الضباط الوطنيين وعلى رأسهم عبد السلام عارف وناظم الطبقجلي ومجموعة عبد الوهاب الشواف ثم رشيد عالي باشا الكيلاني. وكانت المحكمة تمثل تيار عبد الكريم قاسم وهو يصفي خصومه من التيارات المعارضة من خلال جلساتها.

### الخلاف الفكري بين الضباط الوطنيين والحكومة
برز في حركة 14 تموز 1958 شخصان على رأس تيارين مختلفين، هما عبد الكريم قاسم وعبد السلام عارف. كان تيار عبد الكريم قاسم مكونًا من بعض أقاربه وأصدقائه من المدنيين والعسكريين ذوي الرتب المتوسطة، وكانوا يشتركون في خلفية اجتماعية مشابهة، حيث كانوا ينتمون إلى نفس الطبقة التي نشأ منها قاسم. وكان هذا التيار يتبنى ميولًا ماركسية، حيث ضم بعض الأفراد المنتمين إلى الحزب الشيوعي وآخرين ذوي توجه ماركسي أو معجبين بالتجربة الشيوعية. من أهداف هذا التيار هو الحفاظ على العراق دولة بعيدة عن أي عمل وحدوي، بالنظر إلى أن الحزب الشيوعي يرفض الأديان والقوميات. ولذلك عارض هذا التيار انضمام العراق إلى الاتحاد العربي المسمى الجمهورية العربية المتحدة، وعمل تدريجيًا على عزل العراق عن محيطه العربي والإقليمي والإسلامي. وقد وُصف هذا التيار بالتنكر للعهود المقطوعة لتنفيذ الميثاق الوطني لتنظيم الضباط الأحرار، واتباع سياسة دكتاتورية وفوقية أدت إلى إقصاء أي صوت معارض من التيار المنافس أو أي شخص يعلو صوته على عبد الكريم قاسم.
أما تيار عبد السلام عارف، فكان مكونًا في معظمه من أعضاء تنظيم الضباط الوطنيين، وكان هدفه تنفيذ مبادئ الميثاق الوطني وتطبيق ما اتفق عليه الضباط الوطنيون. كان أغلب أعضاء هذا التيار من المؤمنين بالفكر العروبي الوحدوي، وقد أعلنوا رغبتهم في انضمام العراق إلى الجمهورية العربية المتحدة التي كانت تضم مصر وسوريا في ذلك الوقت.
حاول بعض قادة العهد الجمهوري الالتحاق بدولة الوحدة بين مصر وسوريا، إلا أن عبد الكريم قاسم انفرد بالحكم بعد عام واحد، وأبعد عبد السلام عارف عن السلطة ليحكم العراق بمفرده لمدة خمس سنوات. وكان قاسم يتسم بالتردد في سياساته؛ حيث كان أحيانًا يقرب الشيوعيين ليستخدمهم ضد القوميين، وأحيانًا أخرى ينقلب عليهم. كما كانت سياسته مع الأكراد متذبذبة، حيث منحهم بعض الامتيازات التي أقرتها الحركة في بداية قيامها، ثم اصطدم بهم بعد تفرده بالحكم، مما أدى إلى اندلاع الثورة الكردية عام 1961.
يرى بعض المؤرخين أن التناقض الفكري بين عارف وقاسم بدأ يظهر منذ الأيام الأولى بعد الثورة التي أطاحت بالنظام الملكي، وازدادت حدته بسبب سياسات الطرفين التي كانت غير متوافقة، مما أدى إلى التنافس بينهما على زعامة الحركة. تزايد الخلاف بين عارف وقاسم بسبب اختلاف انتماءاتهما الفكرية والسياسية، وبسبب ما اعتبره عبد السلام عارف تفرد عبد الكريم قاسم بالحكم وعزله العراق عن محيطه العربي والإسلامي، فضلاً عن الأحداث المؤسفة في الموصل وكركوك التي سمح فيها قاسم للمليشيات الشيوعية بالسيطرة على المحافظتين بعد حركة عصيان العقيد عبد الوهاب الشواف. وقد استغلت محكمة الثورة هذه الأحداث لتصفية خصوم قاسم مثل رشيد عالي الكيلاني باشا والعميد ناظم الطبقجلي.
أدى هذا الخلاف الحاد إلى إعفاء عبد السلام عارف من مناصبه في عام 1959، حيث عُين سفيرًا للعراق في ألمانيا الغربية، ثم لفقت له تهمة محاولة قلب نظام الحكم، وحكم عليه بالإعدام ثم خفف إلى السجن المؤبد، ليُوضع لاحقًا تحت الإقامة الجبرية لعدم كفاية الأدلة. وهكذا، تمكن عبد الكريم قاسم من الفوز في الجولة الأولى ضد خصمه اللدود، حيث ظل عارف بعيدًا عن الساحة السياسية، محبوسًا تارةً في السجن، وتارةً أخرى قابعًا تحت الإقامة الجبرية في منزله، حتى توفي قاسم بعد سنوات.

### تعثر أداء الحكومة
بعد نجاح حركة 14 تموز 1958 مباشرة، شارك قادتها في تولي المسؤوليات بدافع من المصلحة العامة لبناء العراق، الذي كان يعاني من مشاكل اجتماعية واقتصادية وسياسية كبيرة ورثها عن الحكم الملكي. عمل الجميع، بروح من الأخوة والزمالة، على بناء الوطن، متأثرين بساعات نضال طويلة ومشحونة بدماء من سبقهم، وبحماس الشباب الذين حملوا الآمال والطموحات لتحقيق تطلعات الشعب. ولكن كما يقال، لا تجري الرياح دائمًا بما تشتهي السفن، فقد بدأ يظهر الاختلاف بين قادة الحركة، وبرز عبد الكريم قاسم كقائد أوحد لإدارة دفة الحكم، مما أدى إلى تراجع إشعاع الثورة وبريقها، خصوصًا بعد سلسلة من الأخطاء غير المدروسة التي ارتكبها قاسم.
لقد غيرت الثورة معالم العراق تغييرًا جذريًا، حيث تحولت من نظام قبلي إلى نظام معاصر. قضت على نفوذ الإقطاع وأحدثت إصلاحات جذرية، مثل قانون الإصلاح الزراعي الذي رغم معارضة بعض الفئات لأسلوب تنفيذه، نقل الفلاحين من العبودية إلى التملك. كما أُجريت حملات كبيرة في مجالي التعليم والصحة، بالإضافة إلى بناء الأحياء السكنية للفلاحين والطبقات العاملة.

### الزعيم الأوحد
تحول عبد الكريم قاسم من زعيم للثورة إلى زعيم أوحد، حيث بدأ تدريجيًا في جمع كل السلطات بيده. استحوذ على مركز صناعة القرار وأخذ يفرغ زملاءه من صلاحياتهم. أصبح رئيسًا للوزراء، وزيرًا للدفاع، والقائد العام للقوات المسلحة، وكان يتفاخر بذلك في مقابلاته الإعلامية التي وصفته بـ"الزعيم الأوحد". كما كان يكرر في تصريحاته أسلوبه في الحكم قائلًا: "أعتبر العراق وحدة عسكرية والشعب هم جنودها".
عند نجاح الحركة وقيام الجمهورية، كان العمل في القيادة جماعيًا، ومع ذلك، سمحت وزارة الداخلية التي كان عبد السلام عارف يشغل منصب وزيرها بتأسيس بعض الأحزاب مثل الحزب الإسلامي العراقي وحزب الدعوة الإسلامية. لكن بعد أن حصر قاسم الصلاحيات بيده، ألغى هذه الأحزاب ولم يسمح بإنشاء أي أحزاب جديدة سوى الحزب الشيوعي العراقي الذي كان شريكًا له في السلطة.

### التفرد والانعزال
بعد نجاح الحركة، اتخذ عبد الكريم قاسم خطوات إضافية نحو التفرد والانعزال، مما أسهم في تحوله إلى زعيم أوحد. لم يمنح قاسم مجلس السيادة أي صلاحيات حقيقية، بل جعله مجرد واجهة شكلية بلا سلطة تنفيذية أو تشريعية. كما منع انتخاب رئيس الجمهورية، مما جعل المنصب معلقًا طوال فترة حكمه. بالإضافة إلى ذلك، عطل تأسيس المجلس الوطني لقيادة الثورة كما كان متفقًا عليه في تنظيم الضباط الوطنيين "الأحرار"، وحل مجلسي النواب والأعيان اللذين كانا تابعين للحكم الملكي، ولم يفسح المجال لانتخاب مجلس نواب جديد.
قام قاسم بإصدار أحكام إعدام وسجن بحق قيادات حركة/ثورة 1958 من زملائه وأعضاء تنظيم الضباط الوطنيين بغرض التصفية السياسية. شملت هذه التصفيات كل شخصية وطنية تعارضه أو تبرز في الساحة السياسية، حيث قام بتلفيق التهم وزج بعضهم في السجون، فيما أعدم آخرين. استخدم حركة عبد الوهاب الشواف الانقلابية كذريعة للتصفية، وعمّت عمليات القصف المباشر بالطائرات ضد الذين شاركوا في الثورة. وحوكم بعض الأفراد في "محكمة الشعب" حيث تعرضوا للتعذيب والإعدام، وكان من أبرز المعدومين العميد الركن ناظم الطبقجلي والعقيد رفعت الحاج سري الدين. رغم إصداره أحكامًا بالإعدام ضد شخصيات مثل رشيد عالي الكيلاني باشا والعقيد الركن عبد السلام عارف، إلا أنه لم ينفذها بسبب الضغوط الشعبية.
واصل قاسم عسكرة الدولة، فسيطر على الشركات والمؤسسات العامة عبر تعيين ضباط من الجيش في مناصب مديرين لها، وكان اهتمامه منصبًا على تقوية المؤسسة العسكرية، بينما أهمل تطوير القطاع الاقتصادي. بدأت الحكومة العراقية تأخذ شكلًا عسكريًا، مع تطبيق الأحكام العرفية العسكرية على الحياة المدنية. أصبحت السلطة الفعلية في يد الجيش والشيوعيين، تحت قيادة قاسم.
وتشكلت المحكمة العسكرية الخاصة العليا (المعروفة بمحكمة المهداوي)، والتي عُرفت بأنها محكمة "هزلية" استخدمت للتصفية السياسية تحت قيادة رئيس المحكمة المقدم فاضل عباس المهداوي. استخدمت وسائل تعذيب وإهانة الموقوفين، وكانت محاكمات هذه المحكمة تمثل منبرًا إعلاميًا لحكومة قاسم.
بالإضافة إلى ذلك، استغل عبد الكريم قاسم منصبه لتعيين أفراد عائلته وأصدقائه في المناصب الهامة، مثل تعيين ابن خالته فاضل عباس المهداوي رئيسًا للمحكمة العسكرية العليا. كما منح أفراد عائلته أراضٍ سكنية ورعاية خاصة في إطار قانون الإصلاح الزراعي، بما في ذلك شقيقه "البرنس" حامد قاسم الذي قام بالإشراف على توزيع الأراضي الزراعية.
فيما يخص سياسة النفط، لم يقم قاسم بتأميم نفط العراق رغم الظروف المواتية بعد تأميم إيران ومصر لصناعاتهما النفطية. بدلاً من ذلك، تبنى قانون النفط رقم 80 الذي سمح للعراق باستكشاف حقول نفطية جديدة.
عُرفت فترة حكم قاسم أيضًا بميله للطائفية والعرقية، حيث فضل توزيع الأراضي على الفلاحين والمهاجرين الشروقيين، الذين كانوا ينتمون إلى فئة عائلته، مما أدى إلى تعزيز دعمه في هذه الفئة.
أخيرًا، نقض قاسم القرارات المتعلقة بحل القضية الكردية والتي كانت قد بدأت في ظل العمل الجماعي من خلال دعوة الملا مصطفى البارزاني للعراق. لكنه بعد تفرده بالسلطة، قام بقمع الأكراد وشن هجومًا عسكريًا ضدهم عام 1961 فيما عرف بـ"الثورة الكردية".

### تردي العلاقات مع القاهرة
لم تكن سياسة قاسم الخارجية مبنية على أساس واضح المعالم منطلقة من أساس فكري ولا من برنامج عمل منظم، فقد تميزت بالكيفية والمزاجية منطلقة من «الانا» أو النرجسية الذي ميزت حقبة قاسم انعكس ذلك بقوة في وضع نفسه وضع منافس ومعارض ثم خصم وند للرئيس المصري جمال عبد الناصر الذي كان يتمتع بشعبية كبيرة ليس في مصر فقط بل في العراق ومجمل بلدان الوطن العربي, لأسباب تتعلق بنجاحه في قيام الجمهورية في مصر وتحويلها إلى بلد مناهض للهيمنة الغربية وقيامه بتاميم قناة السويس عام 1956 وصد العدوان الثلاثي ودعوته لقيام اتحاد عربي باسم الجمهورية العربية المتحدة. حاول قاسم الظهور بمظهر زعيم الامة العربية حيث حاول منافسة عبد الناصر بدعم ثورة الجزائر ودعم المغرب وطالب بضم الكويت ليس بصيغة الوحدة العربية المتكافئة بل بأسلوب ضمها إلى العراق عندما أرسل برقية إلى شيخ الكويت في 20/6/1961 يبلغه بها إلغاء اتفاقية 1899 الموقعة بين بريطانيا وقائمقام الكويت، ابلغه ان الكويت أرض عراقية وقد عقد مجلس الوزراء العراقي عدة جلسات لمناقشة كيفية احتلال الكويت، الاان طلب بريطانيا تعليق الموضوع حسم الموقف لاسيما وان القوات البريطانية كانت رابضة على مقربة من الكويت في البحرين. اما الكويت فمن جانبها قدمت شكوى للجامعة العربية التي قررت حلها ضمن اروقة الجامعة العربية مما أدى إلى امتعاض قاسم و«زعله» حيث لم يجد صدى لزعامته العربية فقرر الانكفاء وعزل العراق عن محيطه العربي والإسلامي.
وقد غلبت على سياسته الخارجية بتبني مواقف مناقضة أو منافسة لسياسة عبد الناصر حيث الغى عبد الكريم قاسم عضوية العراق في جامعة الدول العربية واسائت علاقات العراق مع أغلب الدول العربية لأسباب غامضة. واخذ بدلا عن ذلك بتنمية علاقاته مع المعسكر الشيوعي بنائا على مشورة الحزب الشيوعي الذي طالما لعب دورا في سياسة قاسم الداخلية والخارجية.
ومن العوامل الأساسية لعزل العراق عن محيطة الإقليمي العربي والإسلامي هي عدم ايمانه بالوحدة العربية ولا بالشريعة الإسلامية واعتراضه على الانضمام إلى الاتحاد العربي المسمى الجمهورية العرابية المتحدة عام 1958 عند زيارة وفد شعبي من الجمهورية العربية المتحدة للعراق للتهنئة والمساندة والدعوة للانضمام للاتحاد إلى احباط كبير لدى المواطن العراقي واعضاء تنظيم الضباط الوطنيين «أو الأحرار» ذلك لانهم اقسموا جميعا عند نجاح الثورة بان يسعوا لانظمام العراق للاتحاد. وكانت مقولة عبد الكريم قاسم لها اثرها السلبي في النفوس وهو في مستهل تبوئه لمنصب رئاسة الوزراء ولم تكن هنالك أي مشكلات سياسية بين بغداد والقاهرة، عندما قال «لن اكون تابعا لاحد» مما أدى برئيس الاتحاد جمال عبد الناصر بادلائه بتصريح قال فيه «على الرغم من أن ميثاق الجمهورية العربية المتحدة ينص على إجراء الانتخابات الحرة لاختيار رئيس الاتحاد الا انني ومن موقعي هذا اتنازل عن رئاسة الاتحاد لفسح المجال امام العراق بلانظمام للجهورية العربية المتحدة مثلما تنازل من قبل الاخ الرئيس السوري القوتلي وبهذه المناسبة اتشرف بدعوة الاخ رئيس الوزراء العراقي الزعيم عبد الكريم قاسم لزيارة القاهرة لترتيب توليه رئاسة الاتحاد».
كان لهذا التصريح صدى كبير في الشارع العراقي والعربي إلا أن عبد الكريم قاسم مرة ثانية صرح باجابه محبطة قائلا «لن اذهب إلى القاهرة ربما سأخطف أو أُقتل». فاحس المواطن هنالك سياسة مبيتة مبنية على الإصرار بالابتعاد عن المحيط العربي. وتعزز هذا الاعتقاد عند تنامي الخلافات مع دول العربية المحيطة بالعراق حيث بدأت تسوء العلاقات بين عبد الكريم قاسم والعاهل السعودي فيصل والرئيس السوري القدسي «قبل مجيء البعثيين لسوريا» والملك حسين بن طلال عاهل الأردن والرئيس المصري عبد الناصر علاوة على أمير الكويت الشيخ عبد الله السالم الصباح حيث دعا إلى ضم إمارة الكويت والتي قررت بريطانيا الانسحاب منها بعد أن كانت تحت وصايتها. وفي عام 1961 وبعد تنامي عزله العراق عن الدول العربية والإسلامية، قرر عبد الكريم قاسم الانسحاب من الجامعة العربية، وعوضا عن ذلك بدأ ينمي علاقاته مع تركيا وإيران ومنظومة الدول الشيوعية بزعامة الاتحاد السوفيتي. وقد واجهت حكومة الجمهورية العربية المتحدة سياسة رئيس الوزراء عبد الكريم قاسم وتصريحاته المتكررة عن وجود مؤامرة من دولة الاتحاد المصري السوري لتخريب العراق وذلك من خلال سلسلة مقالات وتصريحات أهمها سفير العراق لدى القاهرة فائق السامرائي الذي استقال من منصبه احتجاجا على «سياسة حكومته المتخبطة»،والرسائل المفتوحة التي ارسلتها القاهرة إلى بغداد عن طريق جريدة الأهرام بقلم رئيس تحريرها الإعلامي محمد حسنين هيكل.
كان عبد الكريم قاسم دائم التدخل في أعمال وزير الخارجية هاشم جواد الذي لم يتميز بالدبلوماسية والعمق السياسي، وحيث واجهت سياسة العراق الخارجية عدة أزمات خطيرة، كان من أهمها الأزمة التي أثارها مع الكويت عند استقلالها في 19 يونيو/ تموز 1961، حيث طالب بضم الكويت إلى العراق، ولكن الجامعة العربية استطاعت أن تسيطر على الأزمة وتحتويها لتُحل في إطار عربي مما أدى إلى «زعل» قاسم وانفعاله مقررا سحب عضوية العراق من الجامعة العربية وقطع علاقاته الدبلوماسية مع العديد من الدول العربية التي وقفت مع الحل العربي, وقد عزلت هذه الأزمة العراق وظهر بمظهر المتخبط في السياسة الخارجية.
إلا أن دار الوثائق البريطانية قد كشفت عن العديد من الوثائق السرية عن ابرام عبد الكريم قاسم لعدد من الاتفاقات وأهمها المعاهدة مع بريطانيا والخاصة برعاية المصالح البريطانية باعتبارها الدولة العظمى في ذلك الوقت وذات الوصاية الاستعمارية السابقة على العراق، ولقاءاته السرية مع السفير البريطاني التي وصلت إلى حد زيارته بالزورق البخاري من الباب الخلفي للوزارة المطل على نهر دجلة حيث كانت السفارة البريطانية تقع في الجهة المقابلة للنهر في منطقة الشواكة، وقد اشار مؤسس تنظيم الضباط الوطنيين «الأحرار» رفعت الحاج سري الدين أثناء محاكمته بانه يطلب من المحكمة ان تسال الحكومة ورئيسها، لمصلحة من تعقد الاجتماعات وتبرم المعاهدات السرية مع السفارة البريطانية. وبعد نجاح حركة 8 فبراير / شباط 1963 كشفت الصحف في حينها بعض من هذه الاتفاقيات.

### الإضرابات اليومية
الضباط الوطنيين وعدم تنفيذ ما جرى الاتفاق عليه في ميثاق العمل الوطني للتنظيم، إضافة إلى سلسلة الإعدامات التي طالت الشخصيات المعروفة والوطنية وتداعيات المحكمة العسكرية وأسلوبها المهين، ازدادت الأوضاع تعقيداً. كما أن سياسة الحكومة، التي اعتمدت على قمع القوى المعارضة، تبنت إجراءات وقرارات قريبة من التطبيقات الشيوعية مثل قانون الأحوال الشخصية ومصادرة الأراضي الزراعية ذات الملكية الصرفة من أصحابها وتوزيعها على الفلاحين الذين يعملون لديهم بالأجرة.
إلى جانب ذلك، مُكنت المليشيات والتنظيمات الشيوعية من ممارسة السلطة بأسلوب استفزازي تجاه المشاعر الدينية، من خلال إهانة رجال الدين والمصحف الكريم، خاصة في المناسبات المقدسة عبر ممارساتها اليومية والمظاهرات التي كانت ذات طابع استفزازي، مما أدى إلى امتعاض العديد من المرجعيات الدينية من مختلف الطوائف والأديان.
أما على الصعيد الخارجي، فقد كانت الحكومة تخبط في سياستها مما أدى إلى عزل العراق عن محيطه العربي والإسلامي. فقد قطع العراق علاقاته الدبلوماسية مع العديد من الدول العربية المجاورة وقرر رئيس الوزراء عبد الكريم قاسم، مرتجلة، سحب عضوية العراق من الجامعة العربية، مما أسفر عن توقف برامج التعاون واتفاقيات متعددة تخص الجوانب التجارية والاقتصادية والاستيراد والتصدير وغيرها.
إضافة إلى ذلك، أدى التوجه نحو العزلة الدولية عبر اقتصار العلاقات على الاتحاد السوفيتي ومنظومة الدول الشيوعية المتحالفة معه إلى تفاقم الأزمة. كل هذه العوامل ساهمت في إشعال مشاعر الجماهير والطبقات المثقفة التي بدأت في تنظيم إضرابات يومية متتالية، مثل إضراب المعلمين، ثم إضراب الطلبة، ثم إضراب العمال، وهكذا. أصبح نظام الحكم مترنحاً للغاية، وكان على وشك الانهيار نتيجة لعزلته الداخلية والخارجية. لم يعد النظام يحظى سوى بولاء المليشيات الشيوعية وبعض القطعات العسكرية الموالية لرئيس الوزراء عبد الكريم قاسم، بالإضافة إلى بعض الطبقات الفلاحية التي استفادت من امتيازات حكمه..

### حركة 8 شباط وإسقاط حكومة عبد الكريم قاسم
تحالف عدد من القوى السياسية والعسكرية من أعضاء تنظيم الضباط الوطنيين لحركة تموز 1958، بما في ذلك التيارات المختلفة لحزب البعث وبعض التنظيمات والشخصيات القومية والمستقلة، مع بعض الشخصيات العسكرية من الأعضاء السابقين لتنظيم الضباط الوطنيين لحركة 14 تموز 1958، والذين أعادوا تفعيل التنظيم مجددًا، بالإضافة إلى قيادات عسكرية أخرى معارضة لسياسة عبد الكريم قاسم.
هذا التحالف قام بتنفيذ حركة لقلب نظام الحكم في 8 شباط 1963، حيث أصبح المشير عبد السلام عارف رئيسًا رمزيًا للجمهورية، بينما تولى اللواء أحمد حسن البكر، أحد زعماء حزب البعث البارزين، رئاسة الوزراء.
شكلت محكمة خاصة عاجلة كان لتيار علي صالح السعدي، المتشدد في البعث، أثر كبير في إصدار أحكام الإعدام بحق رئيس الوزراء عبد الكريم قاسم ورفاقه.

## تقييم حركة 1958
بغية تقييم الدروس المستخلصة من قيام ثورة 1958 وأدائها والمنجزات التي حققتها والإخفاقات المحسوبة على أدائها، لابد من الرجوع إلى الإطار النظري الذي تضمن مبادئ تنظيم الضباط الوطنيين «أو الأحرار» ومقررات محاضر جلساته حول ما المطلوب من «الثورة»، وما هي سياسة الجمهورية العراقية داخليًا وخارجيًا. ومن الذي سيحكم العراق وما هي معايير الحكم.
لتقييم حركة 1958، لابد من وقفة استباقية لتقييم أداء الحكم الملكي، ومن ثم التعرف على حيثيات الأحداث والغطاء الشرعي للحكم الجمهوري، وهل من الضرورة أساسًا قيام الحركة أم لا. بعد ذلك يمكن الدخول في موضوع تقييم حركة 1958 وأدائها.
فالحكم الملكي ومنذ تأسيسه كان يحمل بين جنباته النقيضين: النزعة الوطنية من جهة، وممالاة النفوذ البريطاني والمستعمر السابق ذو اليد الطولى في العراق والمنطقة من جهة ثانية. ويتجاذب هذان النقيضان استنادًا لأهواء هذا الملك أو ذاك، أو انتماءات وبرامج هذه الوزارة أو تلك. وعلى هذا الأساس، يمكن تقسيم فترة حكم النظام الملكي إلى حقبتين متعارضتين في التوجهات السياسية والعقائدية والبنى الإستراتيجية. فتمثلت الحقبة الأولى، أو المملكة العراقية الأولى، بكونها فترة تأسيس الدولة العراقية بالنزعة الوطنية وحركة البناء والعمران المتسارعة، فقد عرف الملك فيصل الأول (1921 – 1933) برجاحة عقله ودبلوماسيته في سياسته الداخلية والخارجية خصوصًا مع الإنجليز، إلا أن توجهات الملك غازي الأول (1933 – 1939) كانت أكثر صرامة، ومن ثم وزارة رشيد عالي الكيلاني باشا (1941) المناهضة للمد البريطاني.
أما الحقبة الثانية، أو المملكة العراقية الثانية، فتتمثل في مرحلة ما بعد خروج القوات البريطانية في أعقاب الحرب العالمية الثانية، وإسقاط حكومة الإنقاذ برئاسة الكيلاني باشا. حيث استهلت بتشكيل نوري السعيد باشا لوزارته بوطنيته من جهة وولائه للحكومة البريطانية من جهة أخرى، وتميزت هذه الحقبة بولاية الوصي على العرش سمو الأمير عبد الإله الهاشمي، ومن بعده الملك فيصل الثاني. حيث اتسمت حركة التنمية بوتيرة منخفضة، فسادت أجواء التخلف وتباطؤ حركة البناء والعمران، وتحولت الحياة السياسية إلى حالة من الركود. حيث انتابت الحركة النيابية الجمود وأصبح البرلمان لعبة بيد مراكز القوى السياسية مثل نوري السعيد وعبد الإله، أما الأحزاب والقوى الوطنية فقد انحسر دورها، وطفت على السطح الأحزاب الشكلية الخاوية من أيديولوجيات أو برامج العمل. كما اتهم الحكم الملكي باضطهاد الأحرار والوطنيين من قادة الثورة الوطنية في مايو 1941، واصدر أحكام الإعدام بحقهم، وربط العراق بحلف سياسي ومعاهدات جائرة مع بريطانيا مست سيادته وهدرت ثرواته الوطنية، دون النظر إلى المصلحة العراقية الوطنية. كما كانت تتهم حكومات وزعامات الحكم الملكي بفساد النخبة السياسية من غير الملك وعائلته، وانتشار المحسوبية والفساد الإداري والمالي. وكذلك يؤخذ على الحكم الملكي عدم حل المشكلات الداخلية مثل التلكؤ في منح الأقليات الحقوق الثقافية، على الرغم من الإسهام السياسي الواسع للأقليات العرقية والطائفية في الحكم.
وعلى الصعيد الخارجي، أثرت السياسات والصراعات الداخلية على المواقف العربية، فبدأ الحكم الملكي يتخذ مواقف هدفها تنفيذ المصالح البريطانية في المنطقة على حساب مصالح بعض الدول العربية، مثل عدم الجدية في الوقوف مع القضايا العربية التي تمس الأمن الوطني العراقي كإنشاء «إسرائيل» على أرض فلسطين، وخسارة الحرب الفلسطينية الأولى عام 1948، على الرغم من المشاركة الواسعة والفاعلة للجيش العراقي، إلا أن تدخل الحكومات قوض النصر الحاسم في المعركة. وكذلك عدم الجدية بالوقوف مع مصر في العدوان الثلاثي عليها، وحملة العداء على سوريا، والتوتر مع السعودية.
اتفق الضباط الوطنيون على جملة مبادئ صيغت في ميثاق العمل الوطني من أهمها تشكيل مجلس السيادة ليتراس الدولة بصورة مؤقتة، يتمتع بسلطة رئيس الجمهورية وبكامل صلاحياته، ريثما يستفتى الشعب وخلال ستة أشهر لانتخاب منصب رئيس الجمهورية ويضم أعضاء من تنظيم الضباط الوطنيين وعضوية شخصيات وطنية.
وأهم المبادئ التي أقرها التنظيم هي ضرورة إعلان الجمهورية وإلغاء الملكية، وتشكيل حكومة من الضباط والسياسيين الوطنيين من مختلف الفئات والتيارات الممثلة للمجتمع العراقي، وكذلك إعلان تشكيل مجلس تشريعي يدير البلاد باسم المجلس الوطني لقادة الثورة ويكون في عضويته تنظيم الضباط الوطنيين، وإعلان حل مجلسي النواب والأعيان والدعوة لانتخابات برلمانية جديدة لانتخاب أعضاء جدد للمجلسين، إضافة إلى فسح المجال للأحزاب الوطنية بالعمل على التمسك بالوحدة الوطنية العراقية الكاملة لكافة الأعراق والطوائف والقوميات بتآخٍ من خلال منح حقوق جميع فئات الشعب الثقافية. كما أكدوا على مبدأ الأخوة مع الدول العربية والإسلامية. وأعلنوا أن العراق يسعى إلى تحرير اقتصاده من خلال تأميم ثرواته وخصوصًا النفطية، وأن العراق دولة من دول عدم الانحياز ولا يتكتل أو يتحالف مع أي من القوى العظمى، ومناهضة المد الشيوعي التواق للهيمنة على العالم سياسيًا واقتصاديًا. كما أعلن قادة الحركة أن الجمهورية العراقية تكفل حرية العمل الصحفي، وذلك بمنح الصحف الأجنبية والمحلية بالعمل، كما يحترم العراق حق الأديان ويعتبر الإسلام أساس التشريع في الدولة والقانون.
وعند الاطلاع على مقدار ما جرى تحقيقه من تلك المبادئ التي اتفق عليها تنظيم الضباط الوطنيون أو على الأقل المشاركين منهم في الحركة، سنجد أنه لم يتحقق منها سوى النزر اليسير، وقسم آخر تحقق تحققًا مشوهًا عما اجمع عليه. ربما مرد ذلك للخلافات والصراعات الإيديولوجية وحب الهيمنة لدى غالبية قادة الحركة، والتي لم تكن ظاهرة أثناء العمل السري للتنظيم إبّان الحكم الملكي. فعند قيام الثورة اشترك قادتها على قدم المساواة لبنائها، ولكن بعد اختلاف قادتها وبروز العميد عبد الكريم قاسم كقائد أوحد في إدارة دفة سفينة الحكم، خبى إشعاع الثورة وبريقها الأول، خصوصًا بعد سلسلة أخطاء ارتكبها غير محسوبة العواقب.
بدلت الثورة معالم العراق تبديلًا جذريًا وغيرته من نظام قبلي إلى نظام معاصر، وقضت على نفوذ الإقطاع، وجرت إصلاحات جذرية مثل سن قانون الإصلاح الزراعي رغم معارضة بعض الشرائح لأسلوب تطبيقه، والذي نقل الفلاح من العبودية إلى التملك. كما قامت بحملات كبيرة جدًا في قطاع التعليم، وبناء الأحياء السكنية. وعلى هذا الأساس، يمكن تقييم أداء حكومة الحركة بتقسيم فترة حكم الحركة إلى فترتين للوقوف على الحقائق وقوفًا موضوعيًا ومنصفًا وكما يلي:
أداء حكومة الحركة أو «الثورة» من إعلانها في 14 تموز 1958 ولغاية نيسان عام 1959، حين كان العمل جماعيًا للقادة المنفذين للحركة من أعضاء تنظيم الضباط الوطنيين. حيث أقرت الكثير من المنجزات لصالح الوطن وفئات المجتمع عمومًا. كان لحركة أو ثورة 1958 عميق الأثر على واقع العراق الاقتصادي والسياسي والاجتماعي والتنموي، كما كان لها الأثر الهام في منطقتها العربية وأهم منجزاتها الخروج من حلف السنتو وتبني منهج تقدمي مناصر لحركات التحرر العربية والأجنبية، وقامت الثورة بحملة من الإعمار والبناء.
أداء الحكومة لما بعد نيسان عام 1959 حيث تركزت السلطات بيد رئيس الوزراء عبد الكريم قاسم بعد إقصاء باقي زملائه من الحكم وإعدام البعض الآخر. مما تسبب في تردي الوضع الداخلي بسبب عدم تنفيذ مبادئ الميثاق الوطني للتنظيم، وقمع القوى المعارضة، والانحياز للمليشيات والتنظيمات الشيوعية، والتطبيقات الشيوعية في الحكم، وتخبط الحكومة في السياسة الخارجية التي توجت بعزل العراق بعد قطع علاقاته الدبلوماسية مع العديد من الدول العربية. وقرار رئيس الوزراء بسحب عضويته من الجامعة العربية، مما تسبب في تأجيج مشاعر الجماهير التي انطلقت في إضرابات يومية سرعت من انهيار النظام في حركة 1963. وكما لكل حركة إيجابيات، فإن لها أيضًا سلبيات، منها فسح المجال للتيارات الشيوعية بالسيطرة على الحياة العامة ومركز القرار. والطريقة التي قضت بها تلك التيارات المتداخلة في الجيش على العائلة الملكية، حيث لم يكن مخططًا لها أن تكون دموية.
تعرض رئيس الوزراء عبد الكريم قاسم لانتقادات عديدة من رفاقه في تنظيم الضباط الوطنيين ومن خصومه، فمارس الفردية والدكتاتورية بامتياز وكان يتباهى بذلك من خلال مقابلاته ووسائل إعلامه التي نعتته «بالزعيم الأوحد» وتصريحاته التي كان يكرر فيها عن أسلوبه في الحكم «بأنني اعتبر العراق وحدة عسكرية والشعب هم جنودها»، ومحاولة إبعاد خصومه وتصفيتهم، وحملات الإعدام والتنكيل بالمعارضين، وإبعاد العراق عن محيطه العربي من خلال معارضته لأي مشروع وحدوي مع الأقطار العربية المجاورة. تلك الرغبة التي كانت حلم الجماهير وقتذاك، والتي كانت ترى فيها أيضًا حماية الثورة من مناهضيها كبريطانيا وإسرائيل.
وأدى اعتراضه على الانضمام إلى الاتحاد العربي المسمى الجمهورية العربية المتحدة عام 1958، عند زيارة وفد شعبي من الجمهورية العربية المتحدة للعراق للتهنئة والمساندة والدعوة للانضمام للاتحاد، إلى إحباط كبير لدى المواطن العراقي وأعضاء تنظيم الضباط الوطنيين «أو الأحرار»، ذلك لأنهم أقسموا جميعًا عند نجاح الثورة بأن يسعوا لانضمام العراق للاتحاد. وكانت مقولة عبد الكريم قاسم لها أثرها السلبي في النفوس، وهو في مستهل تبوئه لمنصب رئاسة الوزراء، ولم تكن بين بغداد والقاهرة  أي مشكلات سياسية، عندما قال «لن أكون تابعًا لأحد». مما أدى برئيس الاتحاد جمال عبد الناصر بإدلائه بتصريح قال فيه «على الرغم من أن ميثاق الجمهورية العربية المتحدة ينص على إجراء الانتخابات الحرة لاختيار رئيس الاتحاد، إلا أنني ومن موقعي هذا أتنازل عن رئاسة الاتحاد لفسح المجال أمام العراق للانضمام للجمهورية العربية المتحدة، مثلما تنازل من قبل الأخ الرئيس السوري القوتلي. وبهذه المناسبة، أتشرف بدعوة الأخ رئيس الوزراء العراقي الزعيم عبد الكريم قاسم لزيارة القاهرة لترتيب توليه رئاسة الاتحاد».
كان لهذا التصريح صدى كبير في الشارع العراقي والعربي، إلا أن عبد الكريم قاسم مرة ثانية صرح بإجابة محبطة قائلاً «لن أذهب إلى القاهرة، ربما سأخطف أو أقتل». فحس المواطن هناك سياسة مبيتة مبنية على الإصرار بالابتعاد عن المحيط العربي. وتعزز هذا الاعتقاد عند تنامي الخلافات مع الدول العربية المحيطة بالعراق حيث بدأت تسوء العلاقات بين عبد الكريم قاسم والعاهل السعودي فيصل، والرئيس السوري القدسي (قبل مجيء البعثيين لسوريا)، والملك حسين بن طلال عاهل الأردن، والرئيس المصري عبد الناصر، علاوة على أمير الكويت الشيخ مبارك آل صباح، حيث دعا إلى ضم إمارة الكويت والتي قررت بريطانيا الانسحاب منها بعد أن كانت تحت وصايتها.
وفي عام 1961 وبعد تنامي عزلة العراق عن الدول العربية، قرر عبد الكريم قاسم الانسحاب من الجامعة العربية. وعوضًا عن ذلك، بدأ ينمي علاقاته مع موسكو مؤثرًا على استقرار العراق الداخلي والخارجي.